# The Colbert Report
The Colbert Report – amerykański program satyryczny emitowany przez stację Comedy Central od 17 października 2005 do 18 grudnia 2014. Gospodarzem programu był Stephen Colbert. 
Choć Colbert prowadził program pod własnym nazwiskiem, wciela się w nim (podobnie jak wcześniej w The Daily Show, w którym był korespondentem) w postać będącą parodią napuszonej pozy dziennikarzy stacji informacyjnych, takich jak Fox News Channel czy CNN.